# Антонио Посевино
Антонио Посевино (на италиански: Antonio Possevino, на латински: Antonius Possevinus; род. 1534 – поч. 26 февруари 1611) е генерален секретар на Йезуитския орден, папски легат за Източна Европа, ректор на Падуанския университет и първият йезуит посетил Москва и писал за Московията като за Руско царство.
Според последните изследвания предците на Посевино са били „нови християни“, пристигнали в Италия от Испания. Майка му постъпва на служба в Дома на Гонзага и като дете тя кърми Антонио заедно с бъдещия херцог Франческо III (1533-1550). Той има по-голям брат Джовани Батиста и по-малък брат Джорджо.
По-големият брат на Посевино – Джовани Батиста (1522-1552) пристига в Рим в средата на 1540 г. в двора на папа Павел III в свитата на мантуанския кардинал Джовани Андреа Кортезе и постъпва там на служба при влиятелния „велик кардинал“ Алесандро Фарнезе. През 1549 г. 17-годишният Антонио отива в Рим, за да учи при брат си, който скоро придобива връзки в двора на папа Юлий III.
През 1559 г. Антонио влиза в Йезуитския орден, като бързо прави кариера. След предоставено право от френския парламент през 1565 г. на йезуитите да преподават в Парижкия университет, той се установява в Париж и от името на Папството основава редица йезуитски колежи във Франция, и по-специално в Авиньон, където става ректор.
От 1572 до 1578 г. Посевино е генерален секретар на Йезуитския орден. От 1578 г. започва дипломатическата му дейност: папа Григорий XIII, който следи отблизо Реформацията на север, изпраща Посевино в Швеция , където по това време реформистката партия е укрепнала. По време на Ливонската война, Иван IV загрижен от успехите на полския крал Стефан Батори, прави опит за мирни преговори, за което на 25 август 1580 г. решава да се обърне за посредничество към папа Григорий XIII. Римската курия използва случая като претекст за посещение на папския представител в Москва. Посевино е натоварен с тази мисия.
Посевино се опита да убеди Иван IV за съюз с католицизма, като идеята за възобновяване на Флорентинската уния е на папа Григорий XIII, който се надява, че Иван Грозни при изключително трудните обстоятелства, не само ще се присъедини към коалиция срещу турците, но също така ще направи сериозни отстъпки по въпроса за вярата. Увереността на папа Григорий XIII в успеха на мисията на Посевино се дължи на факта, че през 1573 г., по време на изборите за крал на Жечпосполита, Сеймът обсъжда наред с друго, и кандидатурата на Иван IV, който в замяна на полската корона, обещава да признае унията.
Посевино пристига при Иван Грозни в Старица през август 1581 г., където е посрещнат с изключителна пищност и учтивост. Първоначално царят не отхвърля плановете на папата, но само до сключването на Ям-Заполското примирие през февруари 1582 г., което е постигнато с посредничеството на Посевино. След сключването на примирието всички предложения на папата са отхвърлени. На 14 февруари 1582 г. Посевино пристига в Москва, където с разрешението на Иван Грозни провежда публични дебати за вярата. След завръщането си от Русия Посевино пише исторически произведения за Русия, по-специално произведението „Московия“, публикувано за първи път във Вилнюс през 1586 г. Посевино умира на 26 февруари 1611 г. във Ферара.